# Charbon couvert de l'orge
Le charbon couvert de l'orge est une maladie fongique causée par un champignon basidiomycète, Ustilago hordei, qui affecte les cultures d'orge. Cette maladie, qui se transmet par les semences, est assez rare depuis que les semences sont traitées.
La structure de l'épi contaminé est préservée, mais on note une réduction de la taille des chaumes.
Cette maladie a une répartition cosmopolite et est plus commune que le charbon nu ou le faux charbon nu,.